# 法托韋齊
48°37′46″N 25°7′14″E / 48.62944°N 25.12056°E
法托韋齊（烏克蘭語：Фатовець），是烏克蘭的村落，位於該國西部伊萬諾-弗蘭科夫斯克州，由科洛梅亞區負責管轄，始建於1940年，面積5.94平方公里，2001年人口463，人口密度每平方公里78人。